# Romita (kommun)
Romita är en kommun i Mexiko.   Den ligger i delstaten Guanajuato, i den centrala delen av landet, 300 km nordväst om huvudstaden Mexico City.
Följande samhällen finns i Romita:
- Romita
- Colonia Rafael Corrales Ayala
- San Carlos del Jagüey
- Santa Rosalía de Gavia
- El Camaleón
- Tierras Blancas
- Loma Bonita
- San Pedrito de López
- Los Ángeles
- Belén de Gavia
- San Francisco de Gavia
- San Jorge de Tuna Agria
- Luz de Buenavista
- San José del Paraíso
- Ojos de Rana
- San José de Amoles
- Reyes de San José
- Los Ocotes
- San José de Solís
- San Antonio Loma de Portillo
- La Caseta
- Granja la Concepción
- Las Lajas
- El Nuevo San Antonio
- El Berrinche